# 噂のギャンブラー
『噂のギャンブラー』（原題:Lay the Favorite）は2012年に公開されたアメリカ合衆国のドラマ映画である。監督はスティーヴン・フリアーズ、主演はブルース・ウィリスとレベッカ・ホールが務めた。本作はベス・レイマーが2010年に発表した自伝『レイ・ザ・フェイバリット』を原作としている。

## 概略
ベス・レイマーはフロリダ州でストリッパーとして働いていたが、単調な日常が続くことにうんざりしていた。しばらくして、ベスは父親の（ジェリー）の後押しもあって、長年憧れていたラスベガスに移住することにした。ベスはカジノでカクテル・ウェイトレスとして働くことになった。
そんなある日、ベスは同じモーテルに滞在しているホリーの紹介でディンク・ハイモウィッツと会うことになった。ディンクはスポーツ賭博で成功を収めたギャンブラーだったが、より多くの利益を得るために、賭博のセンスに優れた助手を必要としていたのである。助手として採用された後、ベスはあっという間にスポーツ賭博のコツを掴み、ディックが予想していた以上の働きをした。やがて、ベスはディックに恋愛感情を抱くようになったが、それに気が付いたディックの妻、チューリップは夫からベスを遠ざけるために様々な策を講じた。結局、ディックはチューリップの圧力に屈し、ベスを解雇せざるを得なくなった。
ほどなくして、ベスはカジノでジャーナリストのジェレミーと出会い、その日のうちに恋に落ちた。ラスベガスに魅力を感じなくなっていたベスは、ジェレミーが暮らすニューヨークへ行くことにした。ベスはニューヨークでも賭博を続け、かなりの儲けを得た。その頃、ディンクは賭けに負け続けていた。「やはり、ベスこそが俺に幸運をもたらしてくれる女性だ」と痛感したディンクはベスに復職するよう頼み込んだ。ベスはその頼みを聞き入れたが、ディンクはそれでも負け続けた。やけになったディンクはベスを含む全ての助手を解雇した。
再度ニューヨークに戻ったベスはジェレミーと暮らし始め、ロージーという賭博師の部下として働くことになった。ニューヨークでは賭博が法律で禁止されていたため、ディンクはベスが逮捕されるのではないかと心配していた。ロージーはキュラソー島を拠点に違法賭博の事業を拡大し、ベスはそのための業務を任された。さらに大金を得るべく、ロージーとベスは麻薬の取り引きに手を出そうとしたが、そんな2人をFBIが見逃すはずはなかった。

## キャスト
※括弧内は日本語吹替
- ディンク・ハイモウィッツ - ブルース・ウィリス（石原辰巳）
- ベス・レイマー - レベッカ・ホール（筒井絵理奈）
- チューリップ・ハイモウィッツ - キャサリン・ゼタ＝ジョーンズ（浅井晴美）
- ジェレミー - ジョシュア・ジャクソン（大塚智則）
- ロージー - ヴィンス・ヴォーン（菊池康弘）
- ホリー - ローラ・プリポン
- デイヴ・グリーンバーグ - ジョン・キャロル・リンチ
- ジェリー・レイマー - コービン・バーンセン
- フランキー - フランク・グリロ（狭川尚紀）

## 製作
2010年11月11日、ブルース・ウィリスとレベッカ・ホールに本作への出演オファーが出ていると報じられた。2011年3月3日、キャサリン・ゼタ＝ジョーンズが本作の出演交渉に臨んでいるとの報道があった。5月、ヴィンス・ヴォーンがキャスト入りした。12月30日、ジェームズ・シーモア・ブレットが本作で使用される楽曲を手掛けることになったとの報道があった。

## 公開・興行収入
2012年1月21日、本作はサンダンス映画祭でプレミア上映された。29日、ワインスタイン・カンパニーが本作の全米配給権を購入したと報じられた。10月22日、本作のオフィシャル・トレイラーが公開された。12月7日、本作は全米61館で限定公開され、公開初週末に2万998ドル（1館当たり344ドル）を稼ぎ出し、週末興行収入ランキング初登場59位となった。

## 評価
本作は批評家から酷評されている。映画批評集積サイトのRotten Tomatoesには51件のレビューがあり、批評家支持率は18%、平均点は10点満点で3.83点となっている。サイト側による批評家の見解の要約は「スティーヴン・フリアーズ監督にとって『噂のギャンブラー』はみっともない失敗作である。同作は風変わりだが好感の持てる主人公の歩みを描くことに全力を投じたが、徒労に終わってしまった。」となっている。また、Metacriticには17件のレビューがあり、加重平均値は38/100となっている。